# ITF Women's Circuit Club Med Itaparica 2 2011
L'ITF Women's Circuit Club Med Itaparica 2 2011 è stato un torneo di tennis facente parte della categoria ITF Women's Circuit nell'ambito dell'ITF Women's Circuit 2011. Il torneo si è giocato ad Itaparica in Brasile dal 23 al 29 maggio 2011 su campi in cemento e aveva un montepremi di $25,000.

## Vincitori

### Singolare
Roxane Vaisemberg ha battuto in finale  Vivian Segnini con il punteggio di 6–0, 6–1

### Doppio
Monique Albuquerque /  Aranza Salut hanno battuto in finale  Vivian Segnini /  Roxane Vaisemberg con il punteggio di 6–3, 4–6, [11-9]